# Palác Letná
Palác Letná je funkcionalistická stavba v ulici Milady Horákové čp. 387/56 v Holešovicích v Praze 7. Byla navržena architektem Eugenem Rosenbergem jako řadový nájemní dům s obchodem a kavárnou v přízemí a obchodními prostory v 1. a 2. NP. Postavena byla v letech 1936–1937 Českomoravskou stavební a.s., investorem byl Bohuslav J. Hanák. V roce 2002
byla zapsána do seznamu kulturních památek ČR a je chráněna jako nemovitá památka.

## Architektura

### Exteriér
V době stavby paláce měl architekt Rosenberg za sebou již úspěšné postaveno 6 domů v Praze 7 (ulice Antonínská 4 a 6, Letohradská 52, Ortenovo náměstí 10, Schnirchova 29 a U průhonu 16). Hladké průčelí sedmipodlažního funkcionalistického domu je od 1. NP členěno horizontálními pásy oken. V 7. NP je v celé šíři průčelí terasa, respektující jeho linii. Průběžná železobetonová markýza, oddělující na fasádě komerční prostory od bytových, je prosklena pěti řadami skleněných čoček zn. Verlith.
V přízemí, s naznačenou pasáží, je po levé straně vchodu do domu umístěn obchod a po pravé straně Erhartova cukrárna s kavárnou. Další dvě podlaží byla vyčleněna jako obchodní prostory pro obchodní dům. V 1. NP byla umístěna knihovna, 16. června 2014 přemístěná do Tusarovy ulice a opět otevřená 8. října 2018.

### Interiér
V přízemí u schodiště je umístěna kovová pamětní deska s textem: „PALÁC LETNÁ / POSTAVIL V ROCE 1937 : / BOHUSLAV J. HANÁK / PROJEKTOVAL / AKAD. ARCH. EVŽEN ROSENBERG / STAVBU PROVEDLA / ČESKOMORAVSKÁ STAVEBNÍ A. S.“
Interiér cukrárny s kavárnou navrhl též architekt Rosenberg. Sestává z přední místnosti s prodejním pultem, ze zadního „salonku“, z toalet pro hosty a přípravny, v suterénu jsou skladové a výrobní místnosti. Je to jediná prvorepubliková kavárna v celé republice s dochovaným funkcionalistickým a zároveň funkčním interiérem. Renovaci interiéru cukrárny s kavárnou, která navázala na rekonstrukci vstupního portálu domu, iniciovala na své náklady městská část Prahy 7 v roce 2007. Původní dochované části zařízení – dvě vitríny (sloupová kulatá a rohová), zápultí, pakfongová obvodová lišta v zadní místnosti, teracová dlažba a okenní půlolivy – byly doplněny replikami mobiliáře, svítidly, vypínači, kováním a dalšími doplňky, připomínajícími 30. léta 20. století. Autorem návrhu renovace byl Ateliér Enigma (arch. Tomáš Hořava). Rekonstrukční práce provedla firma EuroConstruction Corporation, a.s.

## Galerie

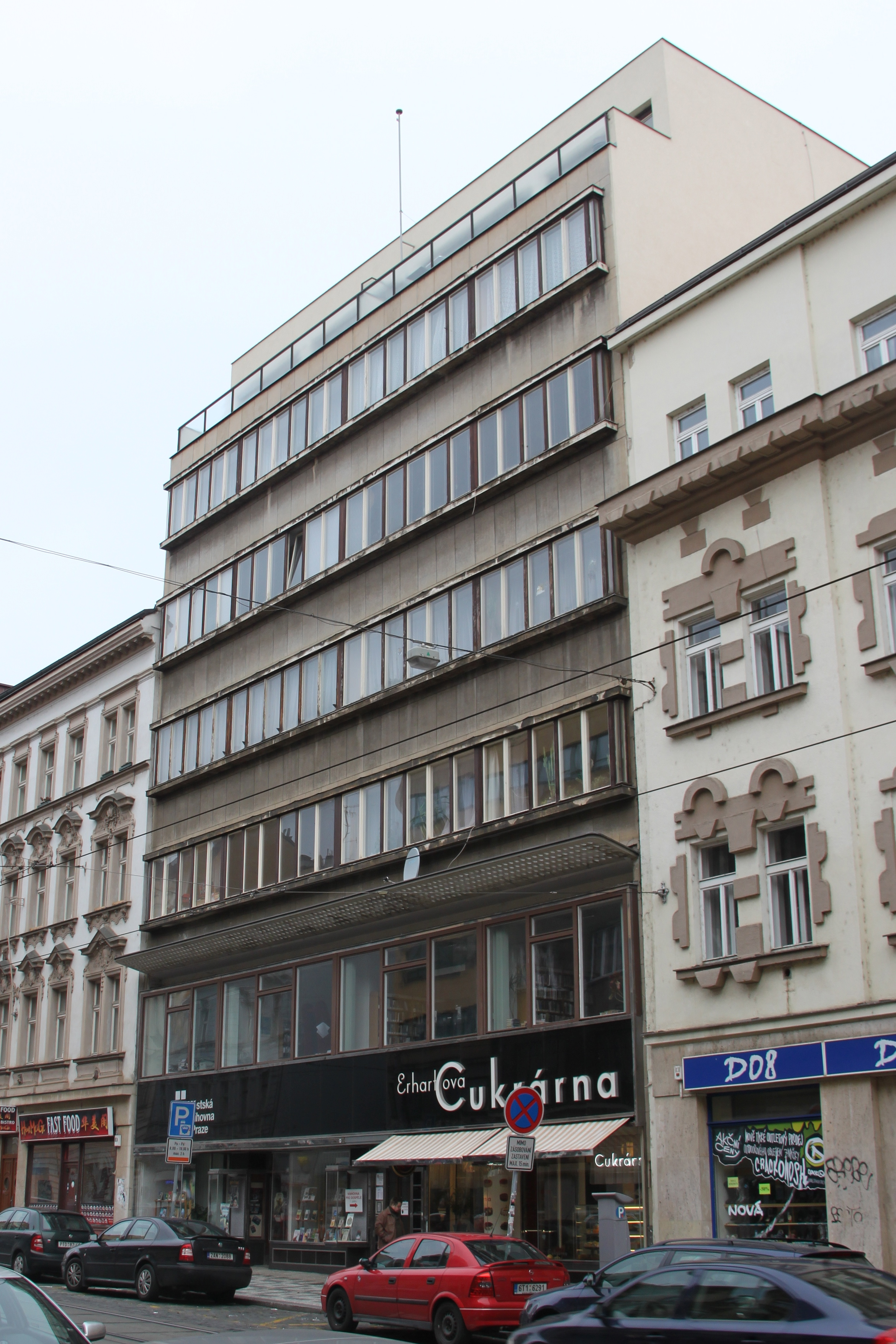
Celkový pohled s terasou
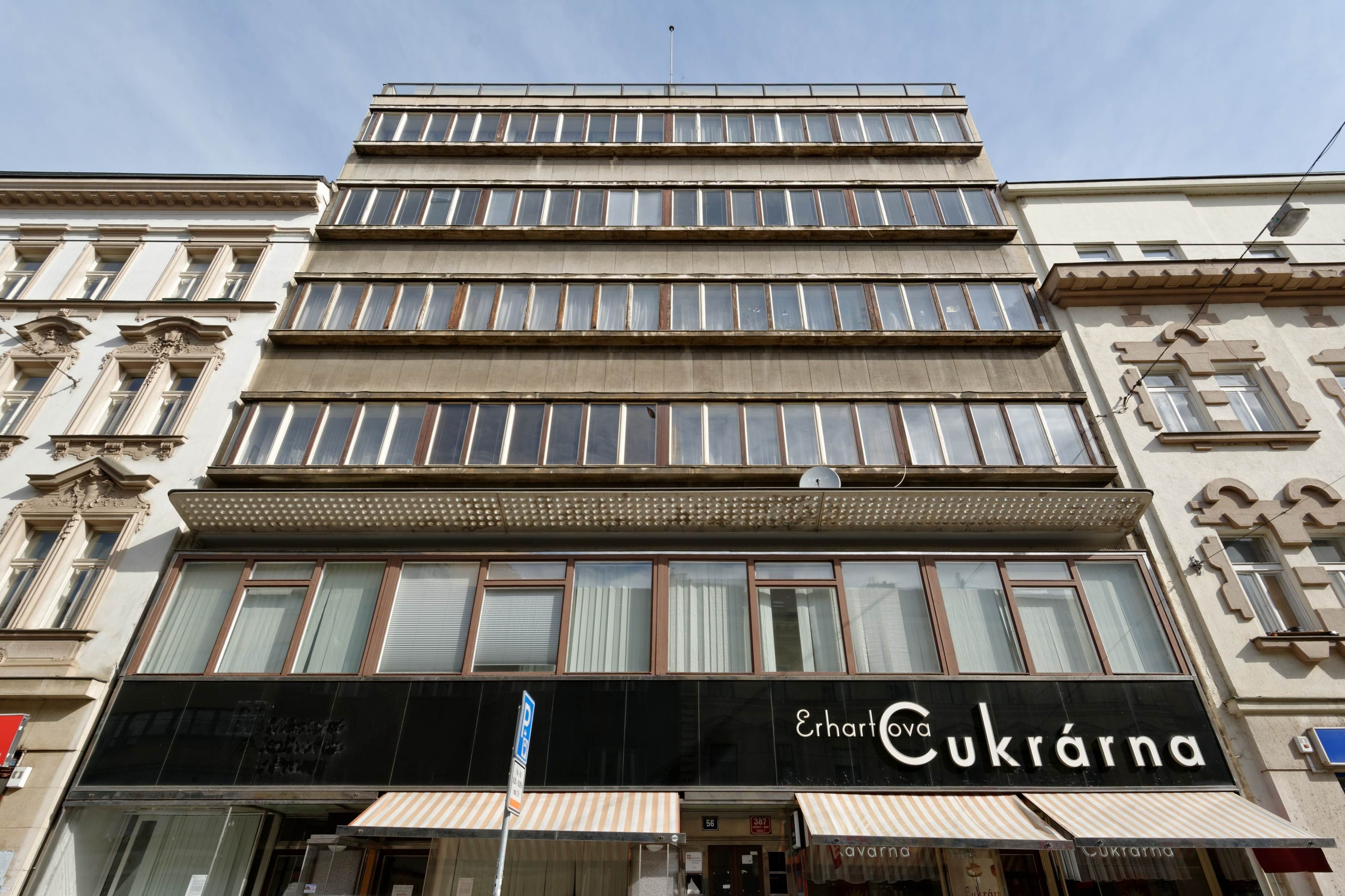
Průčelí s cukrárnou a obchodem
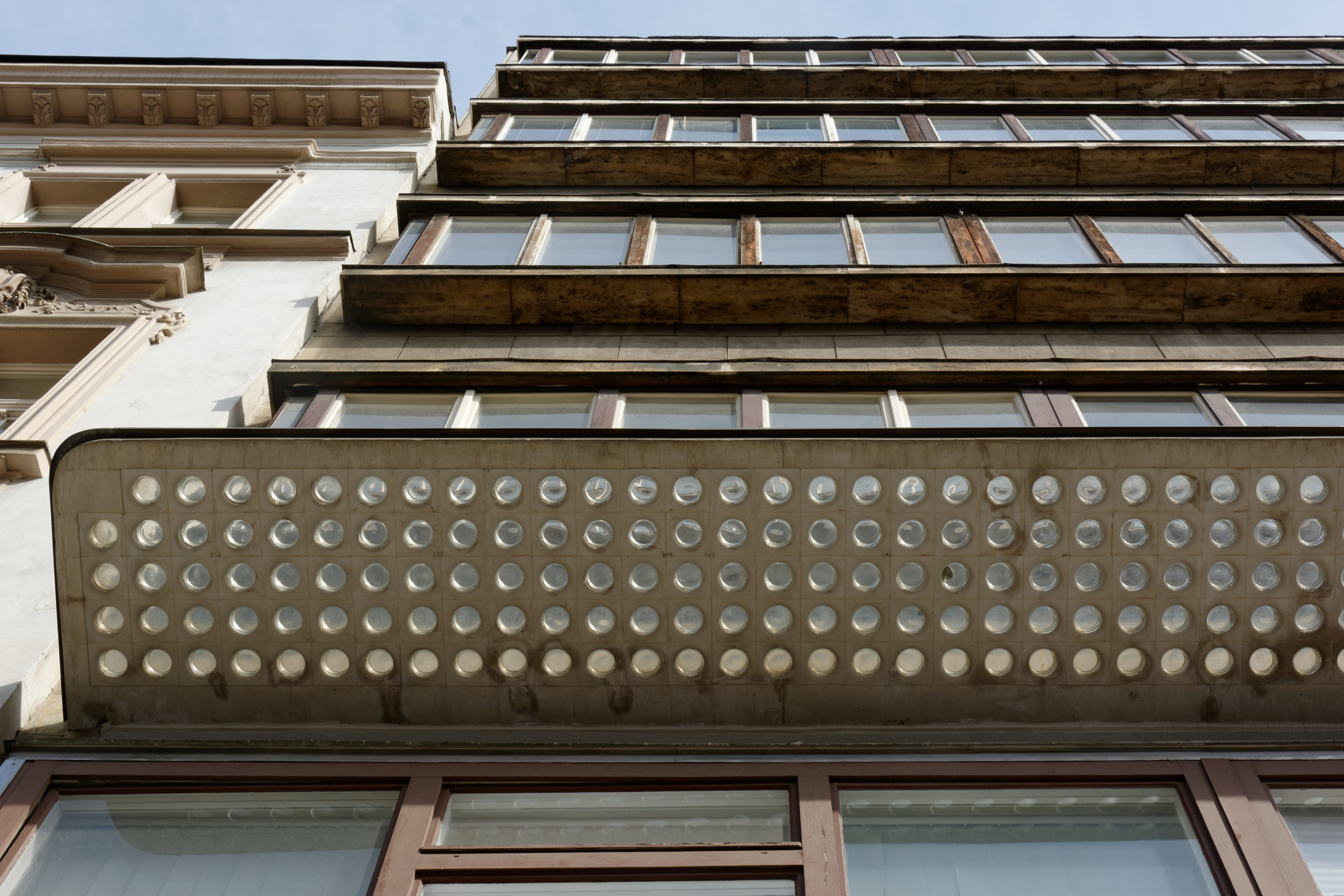
Detail markýzy